# Четвърта дивизионна област
Четвърта дивизионна област е военна област на 4-та пехотна преславска дивизия, формирана през 1893 година.

## История
Четвърта дивизионна област е формирана през 1893 г. в Шумен в състав 7-и пехотен преславски полк, 8-и пехотен приморски полк, 19-и пехотен шуменски полк и 31-ви пехотен варненски полк. Обхваща територията на Еленска, Османпазарска, Силистренска, Добричка, Преславска, Поповска, Ескуджумайска, Разградска, Шуменска, Балчишка, Варненска и Провадийска административна околия, като в състав и влизат и 20-и пехотен добруджански полк, 5-и артилерийски полк, резервните полкове на 13-о, 14-о, 15-о и 16-о полково окръжие и 4-та сотня и други части и учреждения. Съгласно указ № 148 от 27 декември 1906 влиза в подчинение на новоформираната 3-та военноинспекционна област. През декември 1920 г. дивизионната област се преименува в 4-та полкова област, която съществува като такава до 1938 г., след което отново се преименува в 4-та дивизионна област. Мобилизира интендантски части за участие във войните.

## Наименования
През годините областта носи различни имена според претърпените реорганизации:
- Четвърта преславска дивизионна област (1893)
- Четвърта полкова област (1920 – 1938)
- Четвърта преславска област (1938 – 1945)

## Началници
Званията са към датата на заемане на длъжността.
| № | звание        | име                  | дати                 |
| - | ------------- | -------------------- | -------------------- |
|   | Генерал-майор | Асен Николов         | 1913 – 1913          |
|   | Полковник     | Димитър Перниклийски | до 1917              |
|   | Полковник     | Георги Ковачев       | Втора световна война |